# كفر يوسف داود
قرية كفر يوسف داود هي إحدى القرى التابعة لمركز قلين في محافظة كفر الشيخ في جمهورية مصر العربية. حسب إحصاءات سنة 2006، بلغ إجمالي السكان في كفر يوسف داود 896 نسمة، منهم 450 رجل و446 امرأة.